# Puente de Hierro (Zamora)
El puente de Hierro de Zamora es uno de los cinco que atraviesan el río Duero a su paso por la capital de la provincia homónima (Castilla y León, España). 

## Descripción
Puente de cinco tramos roblonados de celosía metálica tipo Cruz de San Andrés, con 253 m de longitud total, apoyados sobre pilas de fábrica.

## Situación
Une la avenida de Portugal con la calle de Salamanca.

## Origen
Obra del ingeniero Prudencio Guadalajara, fue construido a finales del siglo XIX, momento en el que el deficiente estado del único puente existente en el momento, el puente de piedra, el crecimiento urbano, un incipiente tráfico rodado y la prosperidad de los últimos años, así lo requerían.
El proyecto fue iniciado en 1882, y las obras en 1892, siendo inaugurado en el 1900. Su puesta en funcionamiento implicó la construcción de un tramo de carretera que lo conectara con las vías existentes a la altura del cementerio de Zamora.

## Remodelaciones
En 1999 fue remodelado con un proyecto de rehabilitación que mediante una serie de actuaciones permitía la mejora del comportamiento estructural del puente, su funcionalidad y su integración en la ciudad. Estructuralmente la solución consistió por un lado en la sustitución del tablero existente por una losa de hormigón ligero de 22 cm sobre una chapa grecada, y por otro en el refuerzo de los puntos débiles de la estructura, sin alterar la forma original. La mejora funcional consistió en separar el tráfico rodado y peatonal, mediante el acoplamiento de una nueva pasarela metálica en ménsula, exclusivamente utilizada por los viandantes.